# EL34 (6CA7)
 EL34はパワー五極管タイプの真空管である。EL34は、フィリップスの傘下にあったミュラード社によって1955年に発売された。EL34は8極管をベースとしており（部品番号の「3」で示される）、主にオーディオ増幅回路の最終出力段で使用されている。また、ヒーター・カソード間の許容電圧が高いなど、シリーズレギュレータとしても適した設計となっている。この真空管のアメリカのRETMA管呼称番号は6CA7である。ソ連の類似管は6P27S（キリル文字：6П27C）である。

## 定格・特性
ミュラード-フィリップス 真空管 規格によると、すべての「E」プレフィックス管と同様にEL34 のヒーター電圧は 6.3 V で古い真空管のリファレンス・マニュアルにあるデータ・シートによると、プレート電圧800VのEL34のペアは、プッシュプル構成でクラスAB1の90ワットの出力を出すことができる。しかし、この構成はめったに見られない。このタイプの応用例としては、1950年代にオーストラリアの公立学校でよく使われていた「オーストラリアン・サウンド」のパブリック・アドレス・アンプがあり、EL34を4本使って約200ワットを出力していた。より一般的なのは、プッシュプルでAB1級を動作させるEL34のペアで、プレート電圧が375～450Vで出力が50ワット（固定バイアスを使用した場合）、プッシュプルでAB1級を動作させるEL34のクアッドで、プレート電圧が425～500Vで出力が100ワットである。この構成は、一般的にギター・アンプで見られる。

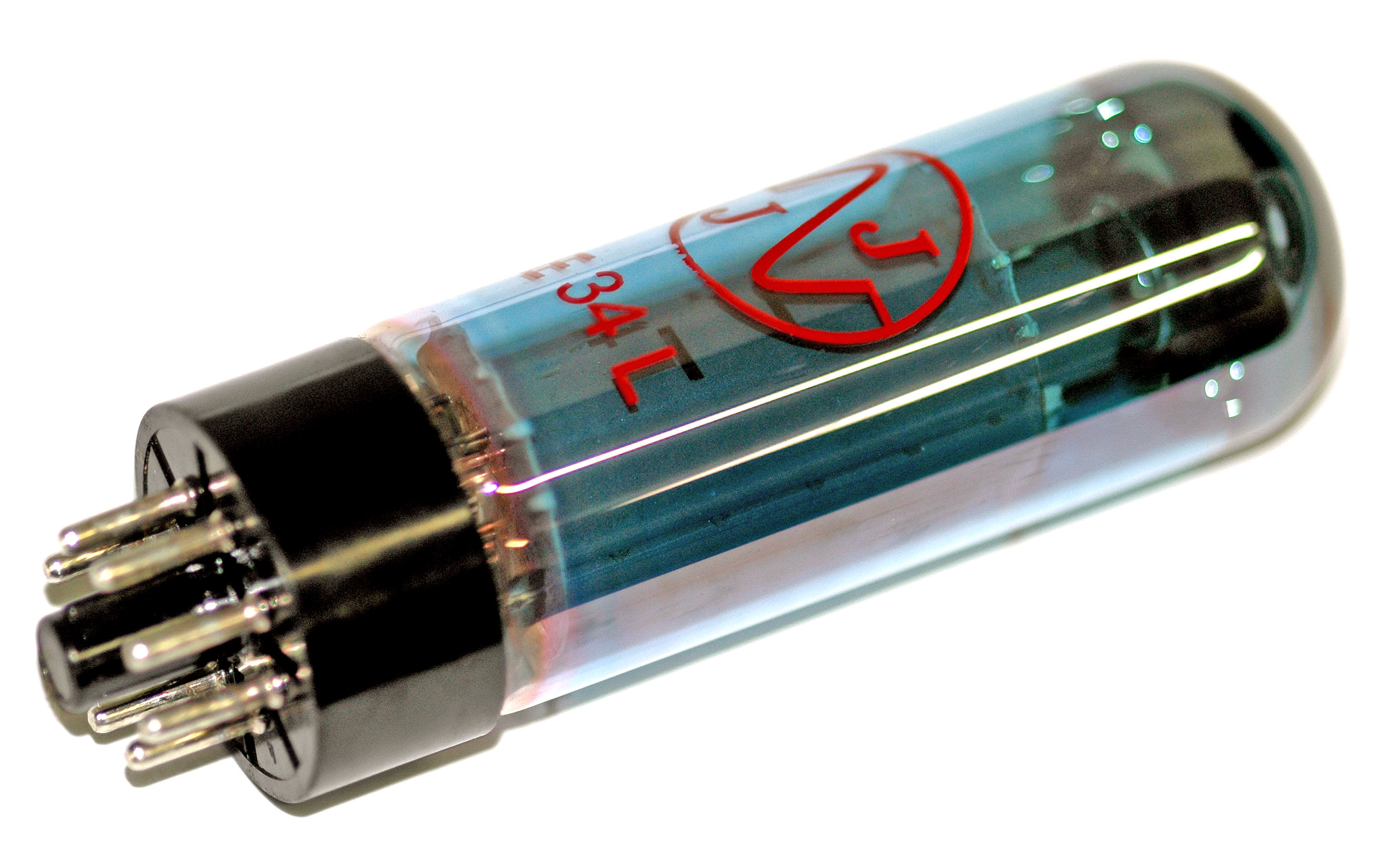
青色ガラスに封入されたJJ Electronics、2011年製造のE34L真空管。

EL34は五極管であり、同じような範囲の出力を提供する6L6は、RCAがビームパワー管と呼ぶビーム四極管である。パワー五極管とビーム四極管は、動作原理（ビーム四極管のビーム形成プレート、または五極管の第5電極（第3グリッド）は、いずれも陽極（またはプレート）から第4電極（第2グリッド）への未吸収電子の戻りを妨げる役割を果たす）に若干の違いがあり、内部構造にも若干の違いがあるが、機能的にはほぼ同等である。6L6（EIAベース7AC）とは異なり、EL34はグリッド3の接続が別のピン（ピン1）（EIAベース8ET）に引き出されており、そのヒーターは6L6の0.9アンペアヒーターと比較して1.5アンペアを消費する。しかし、シルバニア（そしておそらくGEも）は6CA7として真空管を販売しており、これは著しく異なる「ファットボーイ」エンベロープに収まっているだけでなく、6L6とよく似たビーム形成プレートを使用していた。真空管上部の雲母スペーサーを調べると、サプレッサー・グリッドがないことが確認できる。これらの真空管の特性は似ている（同一ではない）が、作りはまったく異なる。

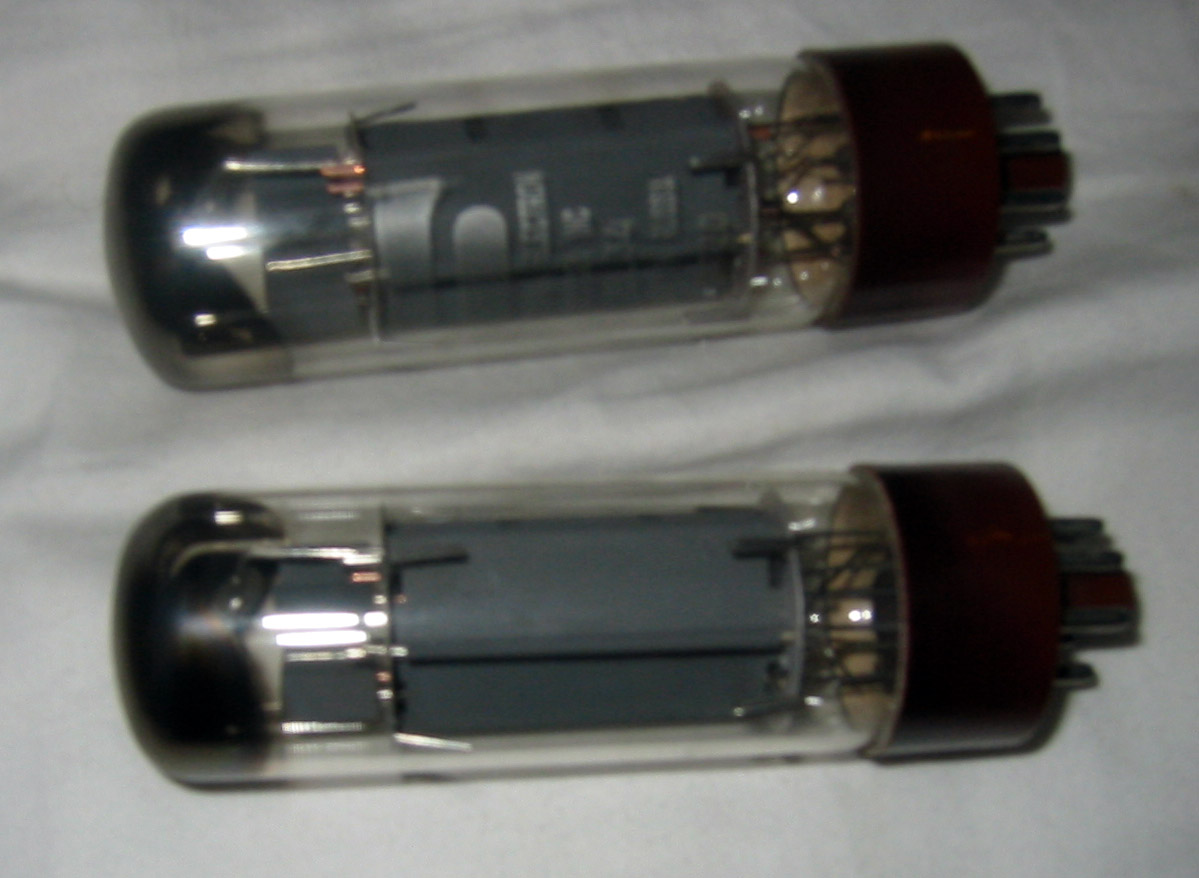
ロシアのメーカー Svetlana 製の特性がそろっているEL34 真空管ペア。

EL34は、もはやフィリップスでは製造されていないが、ロシアのサラトフにあるEkspoPUL社（エレクトロ・ハーモニックス、Tung-Sol、ミュラード、Genalex Gold Lionブランド）、スロバキアのチャドカにあるJJ Electronic社、中国南部の旧佛山南海貴光電子管工場にある衡陽電子社（Psvane、TADブランド）で製造されている。
より高いグリッドバイアス電圧を必要とするE34Lと呼ばれる関連管を製造している企業もあるが、機器によっては互換性がある場合もある。

## 使用機器
EL34は、人気の高いダイナコステレオ70やリークTL25（モノラル）、ステレオ60など、1960年代から1970年代の高出力オーディオアンプで広く使用されており、6L6、KT88、6550などの他の8極管よりも低出力でより大きな歪み（この用途では望ましいと考えられている）を特徴とするため、ハイエンドギターアンプでも広く採用されている。EL34は多くのブリティッシュ・ギター・アンプに搭載されており、一般的に「アメリカン・トーン」（Fender/Mesa Boogie、初期のクラシックなマーシャルの「プレキシ」アンプは、6L6に似たビーム四極管であるKT66を使用していた）と呼ばれる6L6と比較して、「ブリティッシュ・トーン」（ヴォックス、マーシャル、ハイワット、オレンジ）と呼ばれている。

## EL34と置換できる真空管
- 6CA7

## 類似の真空管
- KT77
- 6P27S (6П27С)